# Prelatura territorial de Itaituba
La prelatura territorial de Itaituba (en latín: Praelatura Territorialis Itaitubaënsis y en portugués: Prelazia de Itaituba) es una circunscripción eclesiástica de la Iglesia católica en Brasil. Se trata de una prelatura territorial latina, sufragánea de la arquidiócesis de Santarén. Desde el 8 de diciembre de 2010 su prelado es Wilmar Santin, de la Orden de Nuestra Señora del Monte Carmelo.

## Territorio y organización
La prelatura territorial tiene 177 743 km² y extiende su jurisdicción sobre los fieles católicos de rito latino residentes en 5 municipios del estado de Pará: Itaituba, Jacareacanga, Novo Progresso, Rurópolis y Trairão y la localidad de Castelo de Sonhos, parte del municipio de Altamira, distante 1000 kilómetros de la cabecera.
La sede de la prelatura territorial se encuentra en la ciudad de Itaituba, en donde se halla la Catedral de Santa Ana.
En 2021 en la prelatura territorial existían 8 parroquias: 
- Santa Ana, en Itaituba;
- Nuestra Señora del Buen Remedio, en Itaituba;
- Nuestra Señora Aparecida, en Trairão;
- Santa Lucía, en Novo Progresso;
- Santísima Trinidad, en Rurópolis;
- Santos Antonio y Pedro, en Jacareacanga;
- San José Obrero, en Jamanxim;
- San Antonio de Padua, en Castelo de Sonhos.

En 2012, tras un acuerdo entre los prelados de Itaituba y Xingu, la parroquia de San Antonio de Padua en el distrito de Castelo de Sonhos en el municipio de Altamira fue encomendada al cuidado pastoral de los prelados de Itaituba, conservando aún el carácter canónico como perteneciente a la prelatura territorial de Xingu. Desde el 6 de noviembre de 2019 la parroquia forma canónicamente parte de la diócesis de Xingu-Altamira.
Además de las parroquias, el territorio de la prelatura incluye también tres regiones pastorales y una misión indígena, confiada al cuidado de varios institutos religiosos masculinos y femeninos.

## Historia
La prelatura territorial fue erigida el 6 de julio de 1988 con la bula De peramplis quidem del papa Juan Pablo II, obteniendo el territorio de la diócesis de Santarén (hoy arquidiócesis).
Originalmente sufragánea de la arquidiócesis de Belém do Pará, pasó a formar parte de la provincia eclesiástica de la arquidiócesis de Santarén el 6 de noviembre de 2019.

## Estadísticas
Según el Anuario Pontificio 2022 la prelatura territorial tenía a fines de 2021 un total de 185 700 fieles bautizados.
| Año                                                                             | Población            | Población | Población      | Sacerdotes | Sacerdotes    | Sacerdotes    | Bautizados por sacerdote | Diáconos permanentes | Religiosos | Religiosos | Parroquias |
| Año                                                                             | Bautizados católicos | Total     | % de católicos | Total      | Clero secular | Clero regular | Bautizados por sacerdote | Diáconos permanentes | Varones    | Mujeres    | Parroquias |
| ------------------------------------------------------------------------------- | -------------------- | --------- | -------------- | ---------- | ------------- | ------------- | ------------------------ | -------------------- | ---------- | ---------- | ---------- |
| 1990                                                                            | 184 000              | 204 000   | 90.2           | 8          |               | 8             | 23 000                   |                      | 10         | 4          | 4          |
| 1999                                                                            | 216 000              | 235 000   | 91.9           | 12         |               | 12            | 18 000                   |                      | 13         | 10         | 5          |
| 2000                                                                            | 209 000              | 215 000   | 97.2           | 14         |               | 14            | 14 928                   |                      | 16         | 10         | 5          |
| 2001                                                                            | 195 500              | 203 000   | 96.3           | 13         |               | 13            | 15 038                   |                      | 15         | 11         | 5          |
| 2002                                                                            | 194 200              | 201 700   | 96.3           | 14         |               | 14            | 13 871                   |                      | 16         | 14         | 5          |
| 2003                                                                            | 194 200              | 201 700   | 96.3           | 19         |               | 19            | 10 221                   |                      | 19         | 14         | 5          |
| 2004                                                                            | 194 200              | 201 700   | 96.3           | 18         | 1             | 17            | 10 788                   |                      | 17         | 12         | 5          |
| 2013                                                                            | 201 200              | 211 500   | 95.1           | 15         | 1             | 14            | 13 413                   | 1                    | 18         | 10         | 6          |
| 2016                                                                            | 206 200              | 216 600   | 95.2           | 17         | 1             | 16            | 12 129                   |                      | 20         | 8          | 7          |
| 2019                                                                            | 211 180              | 221 800   | 95.2           | 17         |               | 17            | 12 422                   |                      | 20         | 8          | 8          |
| 2020                                                                            | 184 245              | 258 508   | 71.3           | 21         | 2             | 19            | 8774                     |                      | 24         | 9          | 8          |
| 2021                                                                            | 185 700              | 260 540   | 71.3           | 20         | 3             | 17            | 9285                     |                      | 20         | 8          | 8          |
| Fuente: Catholic-Hierarchy, que a su vez toma los datos del Anuario Pontificio. |                      |           |                |            |               |               |                          |                      |            |            |            |

## Episcopologio
- Capistrano Francisco Heim, O.F.M. † (6 de julio de 1988-8 de diciembre de 2010 retirado)
- Wilmar Santin, O.Carm., desde el 8 de diciembre de 2010